# 葉澍暉
葉澍暉（英語：Jeffai Yip 或 Jeffrey Yip），流行曲作曲、编曲兼製作人。曾為張敬軒、梁詠琪、鄭融、鄧健泓、黎瑞恩、鄭嘉穎等歌手作為演唱會鼓手，亦為多部電影及電視劇配樂。

## 作品列表

### 2011年
| - 文恩澄 - 怪獸愛侶（曲、編） |

### 2012年
| - 鍾嘉欣 - 幸福歌（編） - 陳偉霆 - 一加零（編） - 陳偉霆 - Move Back（編） - 陳僖儀 - 全景（編） | - 《走过烽火大地》主题音乐（编） - 《雷霆掃毒》主題音樂（編） - 《瘋狂歷史補習社》主題音樂（曲、編） |

### 2013年
| - As One - 4Ever（編） - J.Arie - 每一次都是你（編） - 周麗淇 - 心變（曲、編） - 容祖兒 - 續集（編） - 杜汶澤 - 超級經理人（曲、編） - 林欣彤 - 怪獸大學（編） - 林欣彤 - 你以為（編） - 林欣彤 - Little Something（編） - 林 峯 - On My Way（編） - 林 峯 - 也無風雨也無月（編） - 林 峯 - 不負如來不負卿（編） - 林 峯 - 心有靈犀（編） - 許茹芸、梁詠琪、孫 儷 - 你怎麼捨得傷害我（編） | - 群 星 - We Dream（編） - 陳敏之 - 想一天（編） - 許廷鏗 - 遺物（編） - 黃宗澤 - 最後祝福（編） - 蔚雨芯 - 無話可說（編） - 蕭正楠 - 圍牆（編） - 萧敬腾 - 每天一点新（曲、編） - 郭晋安、李思捷、單立文、曹永廉 - 半生熟男（曲、編、監） - 蔡俊濤 - 一點通（編） - 楊千嬅 - 同學（編） - 關淑怡 - 實屬巧合（編） - 《叻哥遊世界》配樂（曲） |

### 2014年
| - J.Arie - 不想再見（編） - J.Arie - 無永無遠（編） - 天堂鳥 - What You Want（曲、編、監） - 天堂鳥 - Hey A（曲、編、監） - 天堂鳥 - 飛翔（編、監） - 林欣彤 - 幾次（編） | - 林欣彤 - 安全地帶（編） - 林 峯 - 江山背後（編） - 林 峯 - 守衛（編） - 鄭 融 - 哎呀（曲、編） - 蔚雨芯 - 玩具（編） - 羅家豪、祖絲、AJ - 無極限（編） - Maria Cordero、Soler、AJ、趙慧珊 - I Buy Macau（編） |

### 2015年
| - BOP - Count Down（曲、編、監） - BOP - 五四三二一（曲、編、監） - BOP - Playa Hater（曲、編、監） - BOP - Set Me Free（曲、編、監） - BOP - Milky Way（曲、編、監） - BOP - Dayum（曲、編、監） - BOP - 給我吧（曲、編、監） - 鄧智偉 - 史詩式（編） | - 鄭 融 - Love Hard（曲、編、監） - 鄭 融 - Sick（編） - 鄭 融 - Diamond Cat（曲、編、監） - 劉威煌 - 為了愛（編） - 劉威煌 - 完美男人（編） - 蔚雨芯 - 疼妳（編、監） - 蔚雨芯 - Unforgettable（曲、編、監） |

### 2016年
| - BOP - 無限盡放（曲、編、監） - HANA - 今天的我（曲、編、監） - HANA - 傻瓜裡的童話（編、監） - 張靚穎 - Make it big（曲、編） - 傅 穎 - 最近好嗎（監） - 黃宗澤、金 剛 - 神獸Party（曲、編） - 劉威煌 - 老茶遊記（編、監） - 鄭 融 - 親熱（編、監） | - 陳明憙 - 快樂成真（編） - 陳明憙 - 序章（編） - 陳明憙 - 拼圖（編） - 陳明憙 - 囚鳥（編、監） - 陳明憙 - 半開的玫瑰（編、監） - 陳明憙 - Daybreak（編、監） - 陳明憙 - 童裝高跟鞋（編、監） |

### 2017年
| - 李聪 - Low Love (FuFit Mix)（編） - UNLSH feat. Veegee - Low Love Remix（編） - 陳明憙 - 濃霧（編） | - 陳明憙 - 最后安慰（編） - 陳明憙 - 天空說（編） |

### 2018年
| - UNLSH feat. Fae, Fufit - Paradise（曲、編） - 陳明憙 - 花錯（編） - 陳明憙 - 影子（編、監） - 陳明憙 - 时光如愿（編） - 金玟岐 - 有关于你（編） - 關楚耀 Feat. MastaMic - 求生（曲） - 群星 - 共同家園 （錄音及混音） | - 谭维维 - 为了你（編） - 金志文 - 不散场（編） - 胡夏 - 直觉（編） - 刘惜君 - 美丽心情（編） - 张赫宣 - 乱世巨星（編） - 李昊 - 谢谢你的爱1999（編） - SNH48 - 着魔（曲、編） |

### 2019年
| - BG Project - Jump Up! 聚光（曲、編、監） - 郑云龙 - 亲爱的（迪士尼动画电影《小飞象》中文主题曲）（編） - 何炅 - 我是你好朋友（迪士尼动画电影《玩具总动员4》中文主题曲)（編） - Olly Murs feat. Veegee - That Girl (Ye Remix)（編、監） - 施展 - 自由Pie（編、制作） - 周笔畅 - 离人的月亮（編） - Bingo - 後街女孩（編、監） - 曾詠欣 - 褪色（編） | - 張碧晨 、 陳偉霆 - 《新的世界》(電影阿拉丁中文版主题曲)（編） - BBT - 夏天的夏天（曲、編、監） - BOP - 重新（曲、編、監） - 陳明憙 - 迷彩晚礼服（編、監） - 陳明憙 - 不解釋（編、監） - 陳明憙 - 月之子（監） - 鄒旻諾 - 籠裏（編、監） - 鄒旻諾 - IT'S OK（編、監） |

### 2020年
| - 陳明憙 - 再再見（編） - Fae - Just Me (feat. Jeffai)（編、監） - 李振宁 - Future World（曲、編、監） - 蜜妞Miko - 偏头痛（曲） - 陈立农 - 年少无邪（电影《赤狐书生》片尾曲）(編） | - 周深 - 启示（曲、編） - 楊宗緯 - 我在時間盡頭等你（編） - 周柏豪、菊梓喬、泳 兒、鄭俊弘、胡鴻鈞、許靖韻、銀河新星青年合唱團 - 再出發（編） - 林小宅、草鱼BoogieFish - Time2wake-up（曲、編、監） |

### 2021年
| - Sunnee feat. 劉逸雲 - Oops! (I’m comin' thru)（曲、詞、編、監） - 陳明憙 - 不想擁抱我的人（編、監） - 張紫寧 - 念未別（編） - 任嘉伦 - 如一（編） | - 施展 - 第九个你（編、監） - 金志文 - 你看（編） |

### 2022年
| - Veegee 徐若僑 - 主人（編、監） - 張碧晨 - 有時無期（編） - 羅凱鈴 - 且行且珍惜（編、監） - 林 峯 - 幼稚未完（編） - 曾樂彤 - 一決高下（編） - 段奧娟 - 我不想如往常一樣（電視劇《心居》插曲）（編） - 曾詠欣 - 心歸（電視劇《心居》插曲）（編） | - 張雅卓 - I Will Try（編） - 鄧智偉 - Fading Alone（編） - 鄧智偉 - My Bad（編） - 鄧智偉 - Come Back Home（編） - YUTA - 時分秒（編） - ERROR - Never Come Back（編） - 薛凱琪 - 喜歡你（編） |

### 2023年
| - CK - INK（編） - EOS - Sexy Dangerous（編） - ERROR - 底隧道（編） - JC - 複雜事情簡單化（編） - 周笔畅 - 就是你（編） - 鄧智偉 - 尽量别碰这件事（編） - 張蔓莎 - 自動登入（編） - 曾比特 - 致青春（編） | - 胡鴻鈞、吳業坤 - 友共情（編） - 陳明憙 Feat. 林一峰 - 17秒（編、監） - 江𤒹生 - Keep Rollin'（編） - 江𤒹生 - Blue Monkey（編） - 盧瀚霆 - ON（曲、編） - 詹天文 - 大雕刻家（曲、編） - Nancy Kwai - Never mind（編） |

### 2024年
| - 陳瑞輝 - 皮思苦（編） - 刘惜君 - 焰（編） - 陳明憙 - Little Love（編、監） - 陳明憙 - 比赤裸更赤裸（編、監） - 孫漢霖 - Over You（曲、編） - 洪嘉豪 - Truth or Dare（曲、編） - 希林娜依·高 - 愛麗希夢遊仙境（編） - 希林娜依·高 - 為什麼烏鴉會像寫字臺（編） - 陳伊霖 - 單戀勿語（編） | - 林曉峰 - 曾經被遺忘的人（編） - 雲浩影 - Too Good To Be（曲、編） - 周柏豪 - 里程碑（編） - 周柏豪 Feat. ICE楊長青 - 里程碑（國語版）（編） - 江𤒹生 - Game Of Life（曲、編） - 曾樂彤 - Click Me（編） - 伍富橋 - 一劇之本（編、監） - 曹敏寶 - 未結束的故事（編） - 胡歌、 唐嫣 - 好久不見（編） |

### 2025年
| - 《中年好聲音3》二十強 - 發亮（編） - Billy Choi - 海連茶樓（編） - 盧瀚霆 - Heartbreaker（曲、編） - 陳浚霆 - 大個之後（曲、編、監） - 曾樂彤 - 蚊子血（編） | - sica - 迷途時發吽哣（編） - 小肥 Feat. J.Arie、Higgo Raj - 迫池（編） - 洪嘉豪 - 親愛的（編） - Amy Lo - 白牆（編） |

## 電視劇/電影配樂
- 廉政狙擊 (電視劇) (2023)
- 为了你我愿意热爱整个世界 (電視劇) (2018)
- 归还世界给你 (電視劇) (2019)
- 我要發達 (電影) (2017)
- 老笠 (電影) (2016)
- 沒女神探 (電影) (2015)